# Opération Ypsilon
Opération Ypsilon est une mini-série franco-québécoise diffusée au Québec en quatre parties de 52 minutes entre le 17 mars et le 7 avril 1987 à la Télévision de Radio-Canada et en France en deux parties les 5 et 12 octobre 1987 sur Antenne 2.

## Distribution
- Bruno Cremer : Germain Langelier
- Mireille Deyglun : Christine
- Bernard Le Coq : Victor Tokarev
- Vadim Glowna : Otchenko
- Didier Flamand : Lebeau
- Roberto Bisacco : Foster
- Vlasta Vrana : Katsender
- Tanju Korel : Wallid
- Necdet Kökes : Mahmud
- Erol Günaydin : Sayed
- Tarik Pabuccuoglu : Roanni
- Ihsan Baysal : Azziz
- Ihsan Yüce : Père d'Ali
- Sümer Tilmaç : Fouad
- Silli Togni : Waltraud
- Arnold Walter : Pascal
- Yves Beneyton : Shuman
- Han Masson : Conseillère d'État
- Michel Albertini : Kamel
- Nona Medici : Mère supérieure
- Raymond Bouchard : Poirier
- Cihan Alp : Aldo
- Donald Morin : Ralph
- Germain Houde : Jean-Claude

## Fiche technique
- Scénarisation : Bernard Kouchner
- Réalisation : Peter Kassovitz
- Société de production : Technisonor France et Communications Claude Héroux International